# Edelweiss (gratte-ciel)
Pour les articles homonymes, voir Edelweiss (homonymie).
La tour Edelweiss est un gratte-ciel de logement de 176 mètres de hauteur construit à Moscou de 2000 à 2003. Sans compter les flèches (faisant partie de la hauteur structurale) la hauteur du toit de l'immeuble est de 157 m.
L'immeuble abrite 444 logements pour une surface de plancher de 105 000 m2.
Le promoteur de l'immeuble est la société Konti.
L'immeuble comporte notamment un bowling, un gymnase, un solarium, un aquapark.
La tour Edelweiss est construite dans un style qui s'apparente au style stalinien caractérisé notamment par la présence de flèches imposantes, d'une taille massive et d'une symétrie dans la conception des bâtiments. On peut donc considérer qu'il s'agit d'un immeuble de style néostalinien, dont le Triumph-Palace à Moscou est un autre exemple. L'immeuble est ainsi parfois appelé la '8° sœur de Moscou' en référence aux sept gratte-ciel staliniens de Moscou construits dans les années 1950.
Le bâtiment est le premier élément du grand projet appelé « nouveau cercle de Moscou » consistant à construire 60 immeubles de logement de grande hauteur autour de Moscou.
Fin 2009, c'était l'un des dix plus hauts immeubles de Moscou.